# Samuel Ros
Samuel Ros Pardo (Valencia, 9 de abril de 1904-Madrid, 6 de enero de 1945) fue un escritor, periodista y dramaturgo español, que militó en Falange Española. Inició su producción literaria con obras de fantasía y humor identificadas con el vanguardismo de Ramón Gómez de la Serna, evolucionando posteriormente hacia un estilo que ha sido calificado de simbolista. En su libro Bazar, en la dedicatoria, hará una loa al pueblo judío: «A la raza judía que nunca aceptará un suelo limitado, porque en cada nación ella es y será sal y pimienta».

## Biografía
Nació en Valencia el 9 de abril de 1904, en el seno de una familia de la burguesía local. Su padre poseía una fábrica de tejidos ubicada en la ciudad y provenía de una acaudalada familia de terratenientes de Fuente la Higuera. Cursó el bachillerato en el elitista colegio de San José de su ciudad natal, regentado por los jesuitas. Y marchó a Madrid, donde estudió Derecho en la Universidad Central, doctorándose en 1928.
A los diecinueve años publicó su primer libro, Las sendas, narrativa ubicable dentro del Naturalismo tardío. En Madrid frecuentó la tertulia de Ramón Gómez de la Serna en el Café de Pombo; el influjo del escritor madrileño se dejó sentir en la prosa de los cuentos reunidos en Bazar (1928) y en otras obras de carácter vanguardista, como El ventrílocuo y la muda o El hombre de los medios abrazos. Colaboró también en La Gaceta Literaria y participó como actor en el cortometraje de Ernesto Giménez Caballero «Esencia de verbena» en 1930.
En enero de 1932 comenzó a publicar cuentos y artículos en ABC y Blanco y Negro, pero también colabora en diarios republicanos como El Sol y el Heraldo de Madrid.
Al fundarse Falange Española ingresó en el partido y asistió a la tertulia de «La Ballena Alegre», congregada en torno a José Antonio Primo de Rivera. En septiembre de 1934 conoció a Dionisio Ridruejo y entablaron una amistad muy estrecha; a la mentalidad provinciana de Ridruejo —que era ocho años más joven— le deslumbró el género de vida que Ros llevaba en Madrid, ajeno a las convenciones morales pequeñoburguesas, pero «duplicada de seguridad burguesa», así como su voluntad resuelta de dedicarse profesionalmente a la literatura. Anteriormente, Ros había hecho gran amistad con el periodista Miguel Pérez Ferrero. La muerte en 1935 de su amante Leonor lo sumió en una grave depresión, de la que salió viajando por Portugal, Italia y Francia, pero también fue motivo para que un notable grupo de poetas le demostrara su simpatía escribiendo elegías en su honor. En Italia le hospedó el falangista Eugenio Montes y allí concibió su libro más reconocido, la novela Los vivos y los muertos, publicada más tarde en Chile. 
Según Ridruejo, Samuel Ros tomó de Gómez de la Serna «el procedimiento humorístico, ingenioso y simbolizador, de la greguería alargada, y eso son muchos de sus cuentos y alguna de sus novelas». Y en cuanto a sus temas predilectos, destacó «el de la vocación del escritor, el del retorno al origen y el de la unificación de la persona en su complemento a través del amor-pasión».
En esta época colaboró con el semanario falangista F.E. (1933-1934) y otras revistas de esa ideología. 
Al estallar la Guerra Civil, fue buscado y perseguido y su casa fue saqueada. Se refugió en la embajada de Chile, donde permaneció hasta que el 14 de abril de 1937 salió evacuado con cincuenta compañeros hacia ese país; a comienzos de 1938 fue nombrado delegado de prensa y propaganda de FET y de las JONS en Chile. Mientras se encontraba allí también colaboró en varias publicaciones y obtuvo una Lectoría de Español en la Biblioteca Nacional. Editó su novela Los vivos y los muertos. En la capital, Santiago, llegó a reunirse con Eugenio Montes. Poco antes de salir de Chile, en 1938, se hizo una segunda edición de su novela. 
Vuelto a España estrenó La felicidad empieza mañana. Inició una relación sentimental con la actriz María Paz Molinero, de la que tuvieron un hijo. Para ella adaptó una obra de éxito de Aurora Clara Boothe, que tituló Mujeres y alcanzó doscientas representaciones. También publicó Cuentos de humor y estrenó la obra teatral Víspera. 
Llegó a dirigir la revista Vértice desde 1940 hasta poco antes de su muerte. También colaboraría con otras publicaciones como Legiones y Falanges y Escorial, donde publicó su obra En el otro cuarto, que estrenó en el Teatro Jovellanos de Gijón. En 1943 fue premio Nacional de Literatura por un tomo de cuentos, Con el alma aparte, que no llegó a publicarse. Contó con una sección fija en el diario Arriba, titulada «Arriba y abajo». Falleció el 6 de enero de 1945 a consecuencia de una peritonitis.

## Obras

### Narrativa
- Las sendas. Novela, Valencia, La Gutenberg, 1923.
- Bazar (23 cuentos cómicos de judíos), Madrid. Espasa-Calpe, 1928.
- El ventrílocuo y la muda. Novela, Madrid, Biblioteca Nueva, 1930; reimpreso en Madrid, Ediciones Libertarias/Prodhufi, 1996.
- Marcha atrás, Madrid, Renacimiento, [1931].
- El hombre de los medios abrazos. Novela de lisiados, Madrid, Biblioteca Nueva, 1932.  Aranjuez, Biblioteca Nueva Biblioteca Digital de Aranjuez, 1995.
- Los vivos y los muertos. Novela, Santiago de Chile, Nascimento, 1938; reimpresa en Barcelona y Madrid, Ediciones Patria, 1941.
- En este momento [S.l.: s.n.], 1938.
- Meses de esperanza y lentejas: la embajada de Chile en Madrid. Novela, Madrid, Ediciones Españolas, 1939.
- Historia de las dos lechugas enamoradas, [San Sebastián], 1939.
- Cuentos de humor, Barcelona, Ediciones Patria, 1940.
- Cuentas y cuentos, antología 1928-1941. Madrid, Editora Nacional, 1942.
- Con el alma aparte (inédito).

### Teatro
- La felicidad empieza mañana
- En el otro cuarto; tragedia en un acto. [Madrid] Ediciones Escorial, 1941.
- Víspera
- Adaptación de Clare Boothe, Mujeres. Madrid: Afrodisio Aguado [¿1940?].

### Otros
- A hombros de la Falange: historia del traslado de los restos de José Antonio, Madrid, Ediciones Patria, [1940].

### Antologías
- Antología, 1923-1944, Madrid, Editora Nacional, 1948.
- Antología: cuentos (1926-1945), novela, teatro, artículos de prensa (1941-1944), edición de Medardo Fraile, Madrid, Fundación Santander-Central Hispano, [2002].